# Représentations diplomatiques au Cameroun

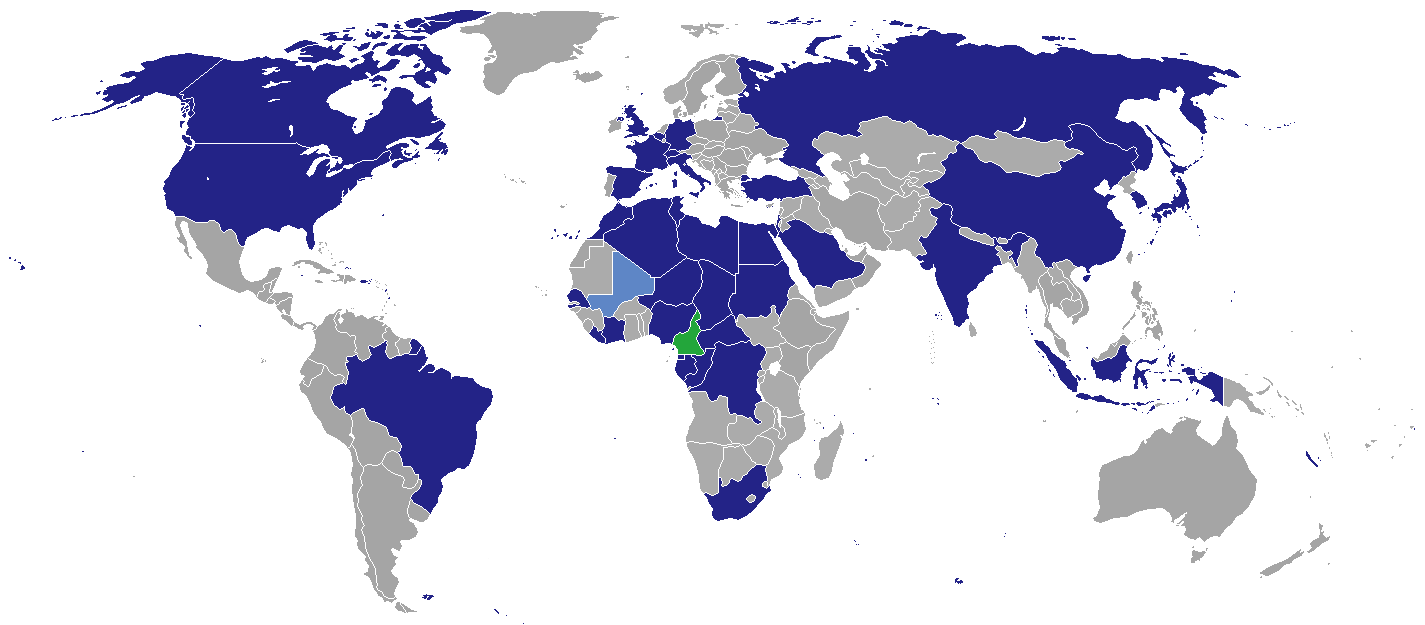
Représentations diplomatiques au Cameroun

Ceci est une liste des représentations diplomatiques au Cameroun. La capitale Yaoundé abrite actuellement 36 ambassades/hauts-commissariats. Douala, la plus grande ville du pays et principal centre économique, abrite six consulats/consulats généraux.

## Ambassades et hauts-commissariats à Yaoundé
| - Afrique du Sud - Algérie - Côte d'Ivoire - Égypte - Gabon - Guinée équatoriale - Liberia - Libye - Maroc - Niger - Nigeria - République centrafricaine - République démocratique du Congo - République du Congo - Sénégal - Soudan - Tchad - Tunisie - Brésil - Canada - États-Unis | - Arabie saoudite - Chine - Corée du Nord - Corée du Sud - Inde - Indonésie (prévu) - Japon - Allemagne - Belgique - Espagne - France - Italie - Ordre de Malte - Royaume-Uni - Suisse - Vatican - Israël - Russie - Turquie |

## Consulats àYaoundé
- Rwanda (Consulat honoraire)[3]

## Consulats àDouala
- Chine (Consulat général)
- États-Unis (Bureau de l'ambassade)
- France (Consulat général)
- Guinée (Consulat)
- Mali (Consulat général)
- Nigeria (Consulat général)
- République centrafricaine (Consulat)

## Consulat àBuea
- Nigeria (Consulat)

## Consulat àGaroua
- Tchad (Consulat)[4],[5]

## Consulat àEbolowa
- Guinée équatoriale (Consulat général)[6]

## Autres délégation à Yaoundé
- Union européenne (Délégation)

## Futures ambassades
- Cuba[7]
- Indonésie[8]

## Ambassades et hauts-commissariats non résidents
À Abuja, sauf indication contraire
| - Angola (Libreville) - Bénin - Éthiopie (Abidjan) - Mali (Libreville) - Rwanda (Brazzaville) - Tanzanie (Kinshasa) - Zambie (Kinshasa) - Argentine - Cuba (Brazzaville) - Mexique, - Paraguay (Le Caire) - Trinité-et-Tobago - Venezuela (Malabo) - Australie - Indonésie - Malaisie - Philippines - Thaïlande - Viêt Nam (Alger) | - Autriche - Croatie (Rabat) - Danemark (Cotonou) - Finlande - Grèce - Hongrie - Norvège - Pays-Bas (Cotonou) - Pologne - Portugal - République tchèque - Roumanie - Serbie (New York) - Slovaquie - Suède (Kinshasa) - Ukraine - Émirats arabes unis - Liban (Abuja/Libreville) - Pakistan |